# Balta Suhaia
Balta Suhaia este o arie naturală de protecție specială avifaunistică ce corespunde categoriei a IV-a IUCN (rezervație naturală de tip avifaunistic), situată în Muntenia, pe teritoriul județului Teleorman.

## Localizare
Aria naturală se află în partea nordică a Câmpiei Burnazului, în vestul satului Suhaia, pe teritoriul administrativ al comunei omonime, în apropierea drumului național DN51A, care leagă municipiul Zimnicea de Turnu Măgurele.

## Descriere
Rezervația naturală , a fost declarată arie protejată prin Hotărârea de Guvern Nr.2151 din 30 noiembrie 2004 și se întinde pe o suprafață de 1.455 ha.
Aria protejată reprezintă o zonă  din Lunca Dunării, cu luciu de apă (alimentat prin canalul Gârla Iancului cu apă din Dunăre), pajiști, turbării, mlaștini; cu floră și faună specifică zonelor umede, ce găzduiește și asigură condiții de hrană și cuibărit, pentru mai multe specii de păsări migratoare și de pasaj.

## Biodiversitate
Rezervația naturală fost înființată în scopul protejării biodiversității și menținerii într-o stare de conservare favorabilă a florei și faunei sălbatice aflate în sudul țării, în Câmpia Română.
Flora rezervației este alcătuită din specii de stuf (Phragmites australis), papură (Typha), iarba câmpului (Agrostis stolonifera), rogoz (din speciile Carex brevicollis, Carex stenophylla, Carex vulpina, Carex acutiformis), pipirig (Juncus compressus), spetează (Juncus effusus), cinci-degete (Potentilla reptans), coada-racului (Potentilla anserina), șuvară (Poa trivialis), pipiriguț (Eleocharis palustris), răchitan (Lythrum salicaria), lintiță (din speciile Lemna trisulca, Lemna minor), peștișoară (Salvinia natans), nufăr alb (Nymphaea alba), nufăr galben (Nuphar lutea), plutică (Nymphoides peltata), săgeata apei (Sagittaria safittifolia), specia de garoafă Dianthus capitatus, țâța-vacii (Primula elatior), otrățel (Utricularia vulgaris).  

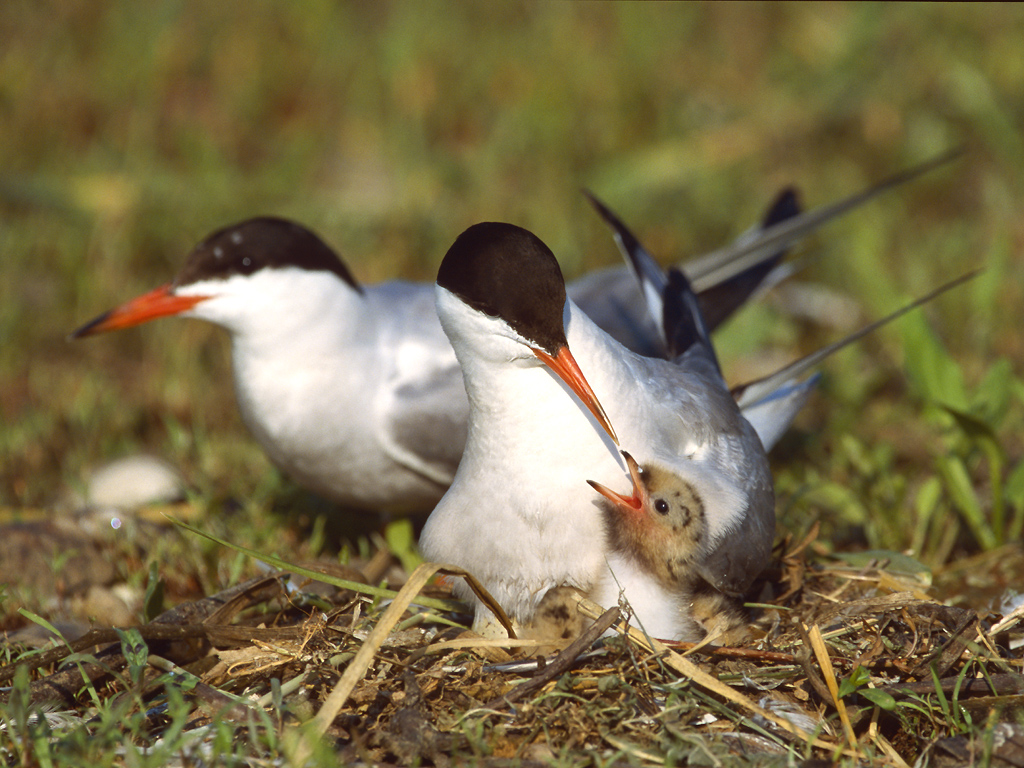
Chiră de baltă (Sterna hirundo)

Fauna este reprezentată de o gamă diversă de specii; dintre care unele protejate la nivel european sau aflate pe lista roșie a IUCN.
Specii de mamifere: mistreț (Sus scrofa), vulpe (Vulpes vulpes crucigera), pisică sălbatică (Felis silvestris silvestris); 
Păsări: pescăruș cu cioc subțire (Larus genei), rață cu cap alb (Oxyura leucocephala), egretă mică (Egretta garzetta), egretă albă (Egretta alba), stârc de noapte (Nycticorax nycticorax), chiră mică (Sterna albifrons), chiră neagră (Chlidonias niger), chiră de baltă (Sterna hirundo), lopătar (Platalea leucorodia), cormoran mare (Phalacrocorax  carbo), buhai de baltă (Botaurus stellaris), erete de stuf (Circus aeruginosus);
Pești: plătică (Abramis brama), babușcă (Rutilus rutilus), roșioară (Scardinius erythrophthalmus), lin (Tinca tinca), biban (Perca europeana), crap (Cyprinus carpio), șalău (Stizostedion lucioperca), știucă (Esox lucius); 
Reptile și amfibieni: diferite specii de șerpi, salamandre, broaște

## Căi de acces
- Drumul național (DN51A) - Turnu Măgurele - Ciuperceni - Traian - Seaca - Lisa - Suhaia (dinspre Turnu Măgurele)
- Drumul național (DN51A) - Zimnicea - Fântânele - Suhaia (dinspre Zimnicea)